# Bruce J. Graham
Bruce John Graham (* 1. Dezember 1925 in La Cumbre, Kolumbien; † 6. März 2010 in Jupiter, Florida) war ein US-amerikanischer Architekt.

## Leben
Bruce J. Graham wurde als Sohn eines kanadischen Bankers und einer Peruanerin in La Cumbre, Kolumbien geboren. Seine Muttersprache ist Spanisch.
Er machte 1944 seinen Abschluss am Colegio San Jose de Rio Piedras in Puerto Rico. Anschließend studierte er an der University of Dayton und der Case School of Engineering in Ohio. Seinen Studienabschluss machte er 1948 in Architektur an der University of Pennsylvania. Anschließend startete er seine Karriere in Chicago bei Holabird & Roche, bevor er zum Büro von Skidmore, Owings and Merrill wechselte. Einige Jahre später stieg er zum Leiter des Büros auf.
Er arbeitete unter anderem mit dem Bauingenieur Fazlur Khan beim Bau des Willis Tower, des John Hancock Center und dem Inland Steel Building zusammen. Außerdem pflegte er langjährige Freundschaften zu Alexander Calder, Joan Miró, Chryssa, Eduardo Chillida und Ludwig Mies van der Rohe.

## Entworfene Gebäude

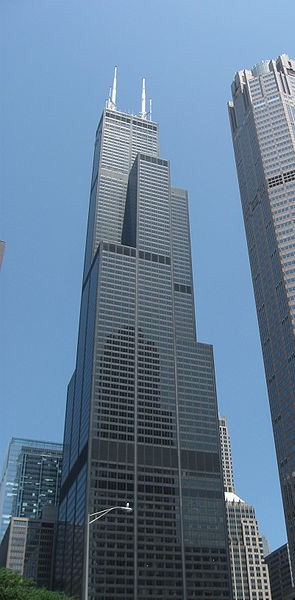
Willis Tower
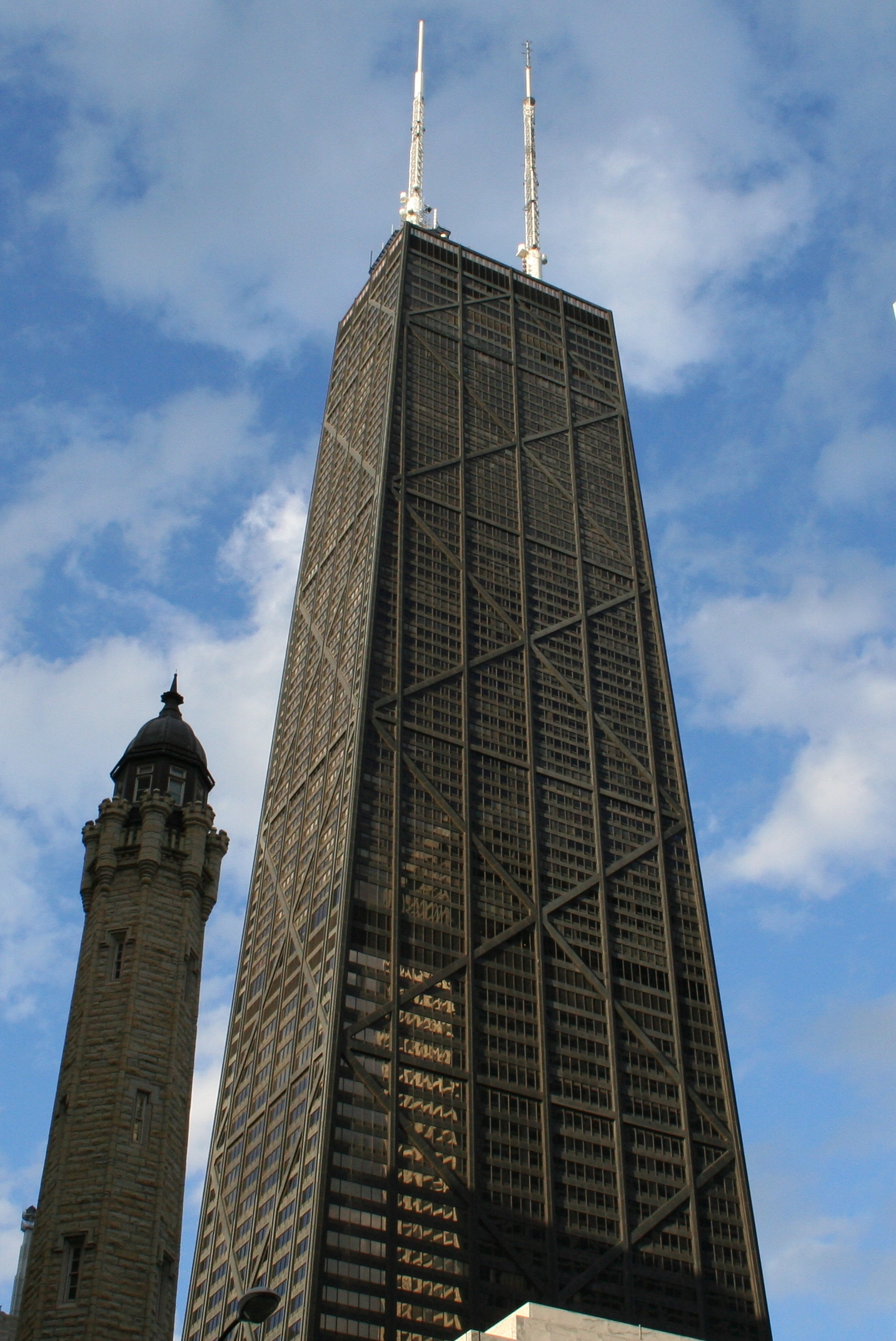
John Hancock Center
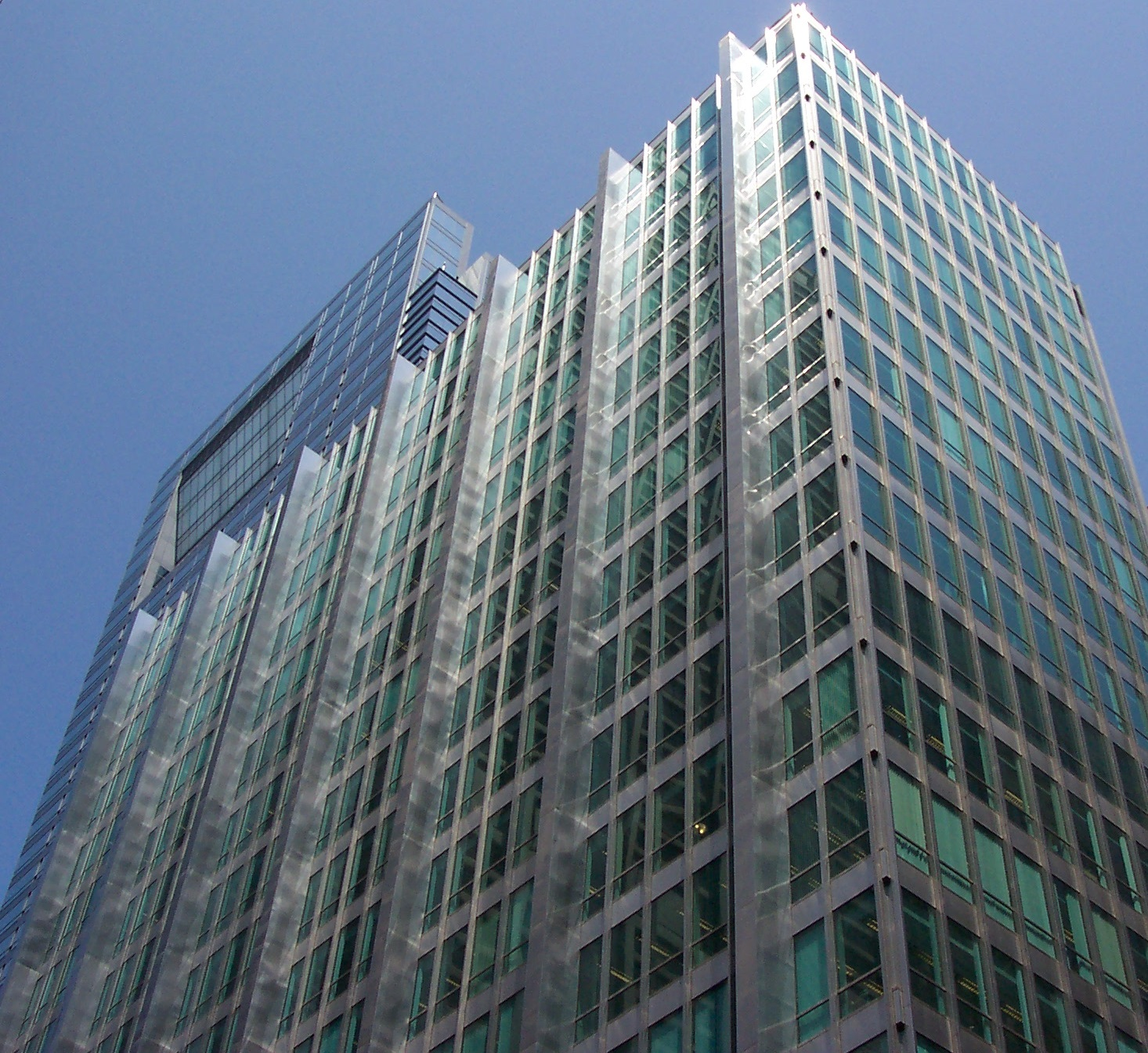
Inland Steel Building